# Ненінка
Нені́нка (рос. Ненинка) — село у складі Солтонського району Алтайського краю, Росія. Адміністративний центр Ненінської сільської ради.

## Населення
Населення — 965 осіб (2010; 1212 у 2002).
Національний склад (станом на 2002 рік):
- росіяни — 93 %